# 于芷山
于 芷山（う しざん）は、中華民国・満州国の軍人。当初は北京政府奉天派の軍人で、後に満州国で要職を務めた。名は世文だが、号の芷山で知られる。字は瀾波。

## 事績
若年時代は緑林の一味として活動していた。1903年（光緒29年）に清朝に投降して、以後清朝の軍人として経歴を重ねる。1914年（民国3年）4月、東三省講武堂に入学した。1920年（民国9年）2月、歩兵上校団長に任ぜられている。
1922年（民国11年）、東三省陸軍第5混成旅旅長となった。1924年（民国13年）、東北独立騎兵第8旅旅長となり、張作霖の衛隊司令をつとめた。1925年（民国14年）、郭松齢討伐の軍功により師長に昇進している。1927年（民国16年）6月、張の侍従武官長となり、陸軍中将位を授与された。10月、于芷山は第5方面軍第30軍軍長として山西省北部の閻錫山を攻撃し、勝利した。
翌1928年（民国17年）になると中国国民党の北伐軍が優勢となる。同年6月、張作霖は逃走中に関東軍に爆殺された（張作霖爆殺事件）。そのため于芷山は、奉天派の旧拠点に退却した。その後、于芷山は張学良の下で東北東辺鎮守使、東北辺防軍司令長官公署軍事参議官となり、奉天省東北道の20県余りを統括している。
満州事変後の1931年（民国20年）10月15日、于芷山は「東辺（道）保安司令」を自称、中華民国からの独立を宣言した。満州国成立後の翌1932年（大同元年）3月14日、奉天省警備司令官に任命された。1934年（康徳元年）7月、満州帝国第1軍管区司令官に任ぜられ、翌1935年（康徳2年）には陸軍上将に昇進した。同年5月21日、軍政部大臣に任ぜられ、1937年（康徳4年）7月1日、軍政部改組に伴い治安部大臣となった。1939年（康徳6年）4月24日、治安部大臣を退任して参議府参議に転じる。1942年（康徳9年）9月28日に参議を辞任し、翌29日に張海鵬・于琛澂と共に軍事諮議官に任命された。
満州国崩壊後は北平に隠れ住んでいたが、1949年10月の中華人民共和国成立後に逮捕された。1951年5月、撫順戦犯管理所内で病没。享年70。